# Chantraine
Chantraine è un comune francese di 3 236 abitanti situato nel dipartimento dei Vosgi nella regione del Grand Est.
Il suo nome è fatto risalire dalle due voci "Canta" "Rana", espressione neo-latina che sta per "canta o rana". Infatti il simbolo di Chantraine è appunto la rana riprodotta sullo stemma del comune.
Tra le manifestazioni più importanti si può ricordare Canta Rana Expo, mostra-concorso di quadri e sculture a tema.
L'attuale sindaco è François Diot.

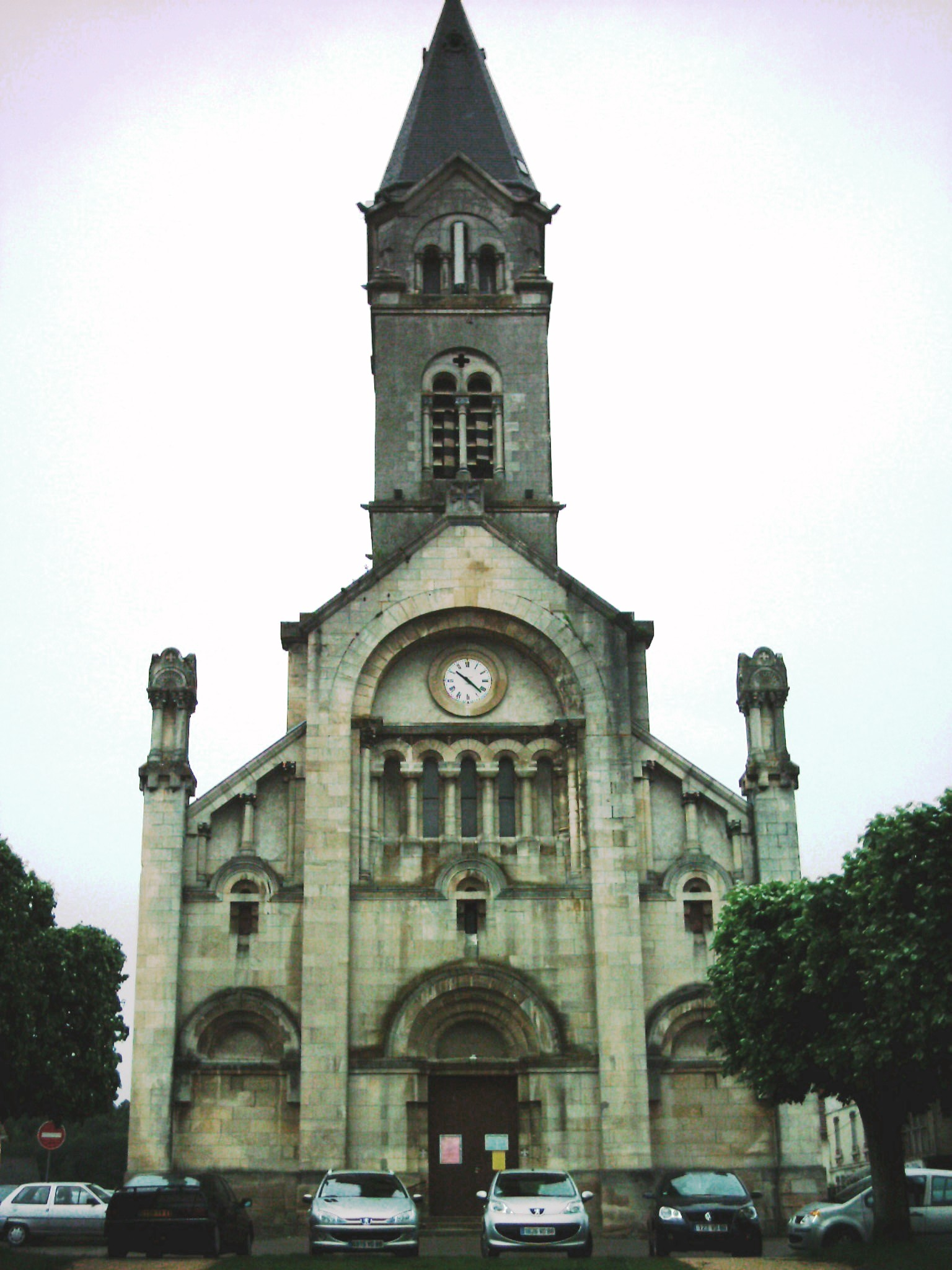
Chiesa parrocchiale di Chantraine. foto del 2006.

Dal 2004 il comune ha lavorato con il comune italiano di Cantarana (provincia di Asti) per il gemellaggio concretizzato il 19 maggio 2007 a Chantraine e il 16 settembre 2007 a Cantarana.

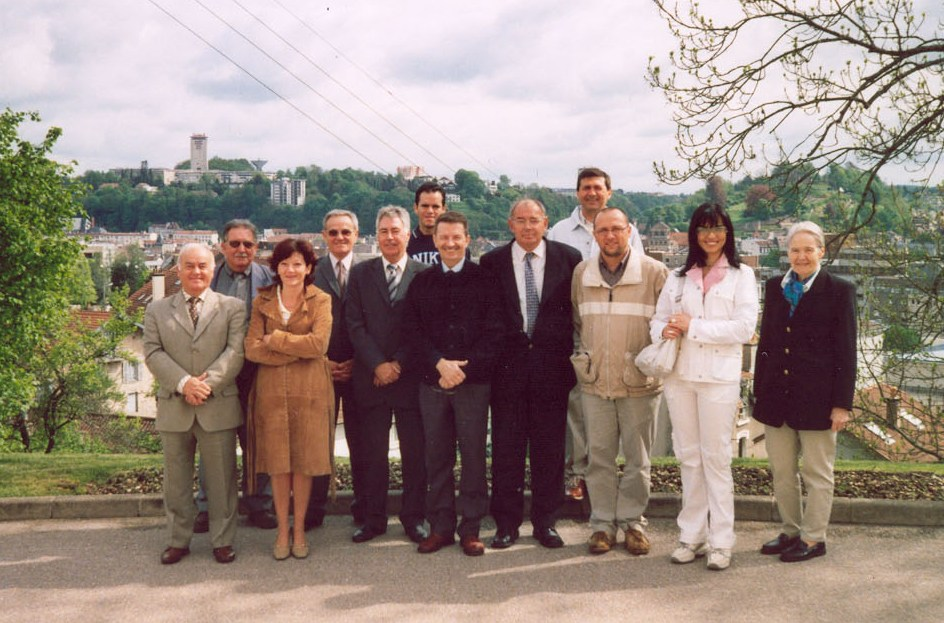
Le Amministrazioni di Chantraine e Cantarana in un incontro tenutosi nel 2005 per il gemellaggio: sono riconoscibili tra gli altri il sindaco F. Diot sindaco di Chantraine (quinto da sinistra), V.Gerbi sindaco di Cantarana (accanto a Diot alla sua sinistra), l'assessore di Chantraine M. Courrier (quarto da sinistra) curatore del gemellaggio assieme all'assessore di Cantarana M.Ferrero (terzo da destra).

## Società

### Evoluzione demografica
Abitanti censiti

## Amministrazione

### Gemellaggi
- Cantarana, dal 19 maggio 2007